# Desmond Harrington

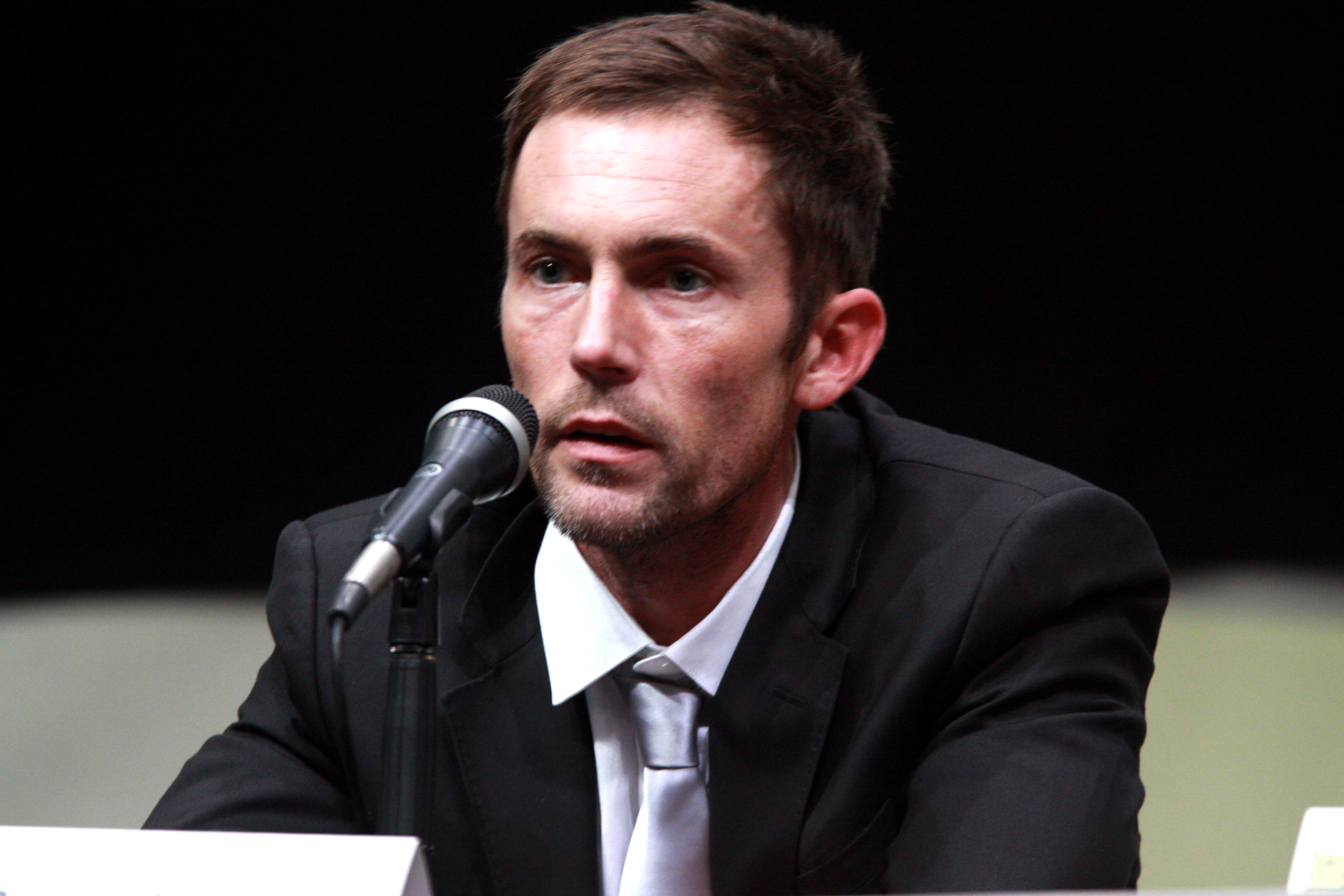
Desmond Harrington bei der Comic-Con 2013

Desmond Harrington (* 19. Oktober 1976 in Savannah, Georgia) ist ein US-amerikanischer Schauspieler, der durch Filme wie The Hole (2001) oder Ghost Ship (2002) und die Serie Taken (2002) sowie Dexter (2008–2013) bekannt wurde.

## Leben und Werke
Als Harrington drei Jahre alt war, zog seine Familie von Savannah zurück in die Bronx von New York City. Er besuchte 12 Jahre lang die katholische Grundschule St. Margarets of Cotorna und die ebenfalls katholische Highschool Fordham Prep. Als hyperaktives Kind hatte Desmond permanent Ärger in und außerhalb der Schule. Nach der Highschool besuchte Harrington das Manhattan College, wurde aber dort schon nach sechs Wochen wieder hinausgeworfen. Ohne jegliche Perspektive nahm Harrington zunächst einige kleinere Jobs in der Stadt an, bis ein Mitarbeiter ihn überredete, eine Schauspielschule zu besuchen. Harrington fand dadurch ein passendes Umfeld für sein hyperaktives Verhalten.
Seine erste Rolle bekam er 1999 in Luc Bessons Film Johanna von Orleans, in dem er die Figur des Aulon darstellte. Dieser Film bedeutete für ihn den Durchbruch in Hollywood. Im Zeitraum von 2000 bis 2004 erhielt er weitere Rollen in Filmen wie Wir waren Helden, The Hole, Unterwegs mit Jungs, Wrong Turn und Ghost Ship. Seinen weiteren Erfolg hat er u. a. der Mitwirkung in Serien wie Dexter, Taken, Polizeibericht Los Angeles (L. A. Dragnet) und Rescue Me zu verdanken.
2006 folgten der Film Bottoms Up mit Jason Mewes und die Serie Sons & Daughters. 2008 war er neben Fred Ward im Actionfilm Exit Speed in einer Hauptrolle zu sehen. Von 2008 bis 2013 spielte er in der Fernsehserie Dexter die Rolle des Joey Quinn.

## Filmografie

### Filme
- 1999: Johanna von Orleans (The Messenger : The Story of Joan of Arc)
- 2000: Drop Back Ten
- 2000: Risiko – Der schnellste Weg zum Reichtum (Boiler Room)
- 2000: Massholes
- 2001: My First Mister
- 2001: Unterwegs mit Jungs (Riding in Cars with Boys)
- 2001: The Hole
- 2002: Life Makes Sense If You’re Famous
- 2002: Ghost Ship
- 2002: Wir waren Helden (We Were Soldiers)
- 2003: Wrong Turn
- 2003: Love Object
- 2004: 3-Way
- 2006: Taphephobia
- 2006: Bottoms Up
- 2007: American Breakdown
- 2008: Exit Speed
- 2008: TiMER
- 2009: Life Is Hot In Cracktown
- 2012: The Dark Knight Rises
- 2016: The Neon Demon

### Fernsehserien
- 2002: Taken (3 Episoden)
- 2003–2004: Polizeibericht Los Angeles (L.A. Dragnet, 10 Episoden)
- 2006: Sons & Daughters (9 Episoden)
- 2006: Kidnapped – 13 Tage Hoffnung (Episode 1x02)
- 2006: Criminal Intent – Verbrechen im Visier (Law & Order: Criminal Intent, Episode 5x17)
- 2007: Rescue Me (8 Episoden)
- 2008–2013: Dexter (72 Episoden)
- 2009–2012: Gossip Girl (12 Episoden)
- 2012: Justified (Episode 3x01)
- 2014: Those Who Kill (3 Episoden)
- 2015: The Astronaut Wives Club (10 Episoden)
- 2015: Limitless (3 Episoden)
- 2016–2017: Shooter (3 Episoden)
- 2017: Brooklyn Nine-Nine (Episode 4x16)
- 2017–2018: Sneaky Pete (6 Episoden)
- 2018: Elementary (7 Episoden)
- 2020: Manhunt (7 Episoden)
- 2025: Dexter: Wiedererwachen (Dexter: Resurrection)